# MS-10

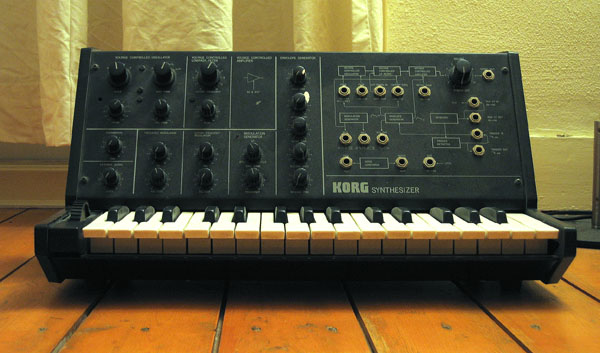
Korg MS-10

MS-10 är en monofonisk, analog synthesizer med en oscillator. Den tillverkades av Korg 1978 och fick flera uppföljare.
MS-10 har 32 tangenter, 20 vridreglage och 16 st 1/4-tumsjack för patchning.
Jämfört med dagens digitala syntar är den mycket enkel, men den är ännu populär bland producenter på grund av sitt varma, hårda ljud och elaka filter. MS-10 är den enklaste synthen i MS-serien. "Storebror" är MS-20, vilken har 37 tangenter och två oscillatorer. 